# Parafia św. Wawrzyńca w Starym Dłutowie
Parafia św. Wawrzyńca w Starym Dłutowie – parafia należąca do dekanatu żuromińskiego, diecezji płockiej, metropolii warszawskiej. Mieści się przy ulicy Wolności. Duszpasterstwo w niej prowadzą księża diecezjalni.

## Obszar parafii
W granicach parafii znajdują się miejscowości:

- Stare Dłutowo,
- Adamowo,
- Biernaty,
- Nowe Dłutowo,
- Kozilas,
- Marszewnica,
- Nick,
- Straszewy,
- Wawrowo,
- Wronka,
- Wylazłowo,
- Zdrojek.